# Der Stier von Saldanha
Der Stier von Saldanha ist ein deutscher Detektivfilm aus dem Jahre 1918 der Filmreihe Stuart Webbs. Die Titelrolle spielt Ernst Reicher.

## Handlung
Badedirektor Carl Costa wurden Dokumente und eine Anstecknadel in Form eines Stierkopfs gestohlen. Stuart Webbs wird daraufhin engagiert. Am nächsten Tag sind sowohl Costa als auch die Firmenkasse verschwunden. Webbs findet heraus, dass ein gewisser Fernando Delvar hinter den Vorgängen steckt. Denn bei Costa handelte es sich in Wahrheit um den Marquis von Saldanha, und den hat Delvar ebenso wie schon zuvor seine eigene Gattin Ines ermordet. Beide mussten verschwinden, weil es der Schurke auf Saldanhas Tochter Maria (und damit das Familienvermögen) abgesehen hat. Nach dem gewaltsamen Tod von seiner Frau und dem Marquis plante der Mörder, Maria zur Ehe zu zwingen. Webbs kann dies vereiteln und weitere Schandtaten Delvars verhindern.

## Produktionsnotizen
Der Stier von Saldanha passierte die Filmzensur im Oktober 1918 und wurde wohl wenig später uraufgeführt. Ein Jugendverbot wurde erlassen. In Österreich lief der Streifen am 7. Februar 1919 an.
Manfred Noa schuf die Filmbauten.

## Kritik
In Paimann’s Filmlisten ist zu lesen: „Stoff, Photos und Szenerie sehr gut. Spiel ausgezeichnet.“